# کوکی میاتا
کوکی میاتا (به انگلیسی: Kōki Miyata؛ زادهٔ ۹ اکتبر ۱۹۷۲) صدا پیشهٔ اهل ژاپن است. وی از سال ۱۹۹۳ میلادی تاکنون مشغول فعالیت بوده‌است.